# Östergötlands runinskrifter 87
Runinskrift Ög 87 är en gravhäll som nu står uppställd vid Högby kyrkas prästgård i Högby socken, Göstrings härad i Östergötland.
Stenen som varit en gravhäll upptäcktes jämte Ög 88, samt några andra runstenar, i grunden till Högby gamla kyrka i samband med kyrkans rivning 1870. Den restes på nytt 1874 inne i prästgårdens park.
Materialet är kalksten och hällen är 110 cm hög, 50 cm bred och 10 cm tjock. Dess kanter har fått konstnärligt tillhuggna former och den raka yttersidan antyder att den kan ha legat intill en annan häll. Ristningen är rent ornamental och saknar runor. Den består av ett iriskt koppel som låser en kort, möjligen stympad bandslinga på hällens övre del. Under kopplet är ett rikt dekorerat kors som täcker större delen av bildytan och intar en lutande X-position. 